# Enrique Villalba
Atanacio Enrique Villalba Flor (* 2. Mai 1955 in Quiíndy, Departamento Paraguarí) ist ein ehemaliger paraguayischer Fußballspieler auf der Position eines Stürmers.

## Leben
Villalba begann seine Profikarriere beim erfolgreichsten paraguayischen Fußballverein Club Olimpia, mit dem er dreimal die paraguayische Fußballmeisterschaft gewann.
Sein sportlich erfolgreichstes Jahr war 1979, als Villalba nicht nur zum dritten Mal paraguayischer Meister wurde, sondern zudem mit dem Club Olimpia die Copa Libertadores gewann und zum Kader der paraguayischen Nationalmannschaft gehörte, die im selben Jahr die Copa América gewann. Seinen einzigen Einsatz bei diesem Turnier bestritt Villalba im Vorrundenspiel gegen Ecuador, das 2:1 gewonnen wurde.
1979 wechselte Villalba zum RSC Anderlecht, bevor es ihn in die mexikanische Liga zog, wo er zunächst für die Tecos UAG und anschließend den Tampico-Madero FC spielte.
1983 ging er zurück nach Südamerika und spielte für den kolumbianischen Verein Millonarios FC und anschließend den argentinischen Spitzenclub River Plate, bevor er seine aktive Laufbahn beim Club Cerro Porteño, dem Erzrivalen seines ersten Vereins Olimpia, ausklingen ließ.

## Erfolge

### Verein
- Paraguayischer Meister: 1974, 1978, 1979
- Copa Libertadores: 1979

### Nationalmannschaft
- Copa América: 1979